# Manhattan Life Insurance Company
Die Manhattan Life Insurance Company, kurz ManhattanLife, ist ein US-amerikanischer Versicherer, der auf das Lebens- und Krankenversicherungsgeschäft ausgerichtet ist.

## Geschichte und Hintergrund
Das Unternehmen wurde 1850 vom ehemaligen Herrenausstatter Alonzo Alvord gegründet, der nach wenigen Jahren als Versicherungsvermittler den seinerzeit aufkommenden Trend zur Lebensversicherung erkannt hatte und daher einen eigenen Versicherer initiierte. Das Unternehmen war erfolgreich und wuchs schnell, so dass es Anfang der 1890er Jahre den Bau eines eigenen Bürogebäudes in Auftrag gab: mit Fertigstellung 1894 war das Manhattan Life Insurance Building der erste Wolkenkratzer, der über 100 Meter hoch war, und damit das größte Gebäude seiner Art. Später verlegte das Unternehmen seinen Hauptsitz nach Houston, Texas.
Das Unternehmen wuchs insbesondere auch durch Zukäufe, etwa der Übernahme von Central United 1993 oder Western United 2013. 2017 wurde Central United in Manhattan Life Assurance Company of America umbenannt, um besser ins Markenprofil zu passen. Insgesamt gehören aktuell vier Lebens- und Krankenversicherungen zum Versicherungskonzern.